# Arata Shindō
Arata Shindo (慎導灼 Shindō Arata?) es un personaje ficticio de la serie anime Psycho-Pass. Es el nuevo inspector de la primera división de la Oficina de Seguridad Pública, junto con su mejor amigo Kei Mikhail Ignatov. Ambos están a cargo de los ejecutores que los asisten y protegen. Shindō suele analizar las situaciones en las que se encuentra utilizando sus habilidades de mentalista conocidas como rastro mental. A lo largo de la serie, el equipo de Shindō se entera de la existencia de una organización criminal llamada Bifrost. A medida que la serie explora diversos encuentros, la influencia de Bifrost se hace evidente con el resultado de la investigación de Shindō e Ignatov, que se resuelve en la película Psycho-Pass 3: First Inspector (2020).
El personaje surgió del deseo del director Naoyoshi Shiotani de desarrollar un nuevo reparto para la secuela de Psycho-Pass. Shindō fue escrito por Tow Ubukata, Makoto Fukami y Ryo Yoshigami, quienes querían que Shindō e Ignatov fueran amigos cercanos a pesar de sus diferencias. La caracterización de Shindō causó dificultades al equipo de desarrollo porque se pretendía que fuera un personaje simpático debido a su importancia como inspector altamente cualificado. Su voz fue interpretada por Yūki Kaji.
Shindō recibió críticas postivias. A pesar de no haber sido escrito por el primer guionista de la serie, Gen Urobuchi, encajó bien en el reparto gracias a sus habilidades mentales y a su mayor caracterización. Su relación con Ignatov también recibió reseñas positivas.

## Creación y desarrollo

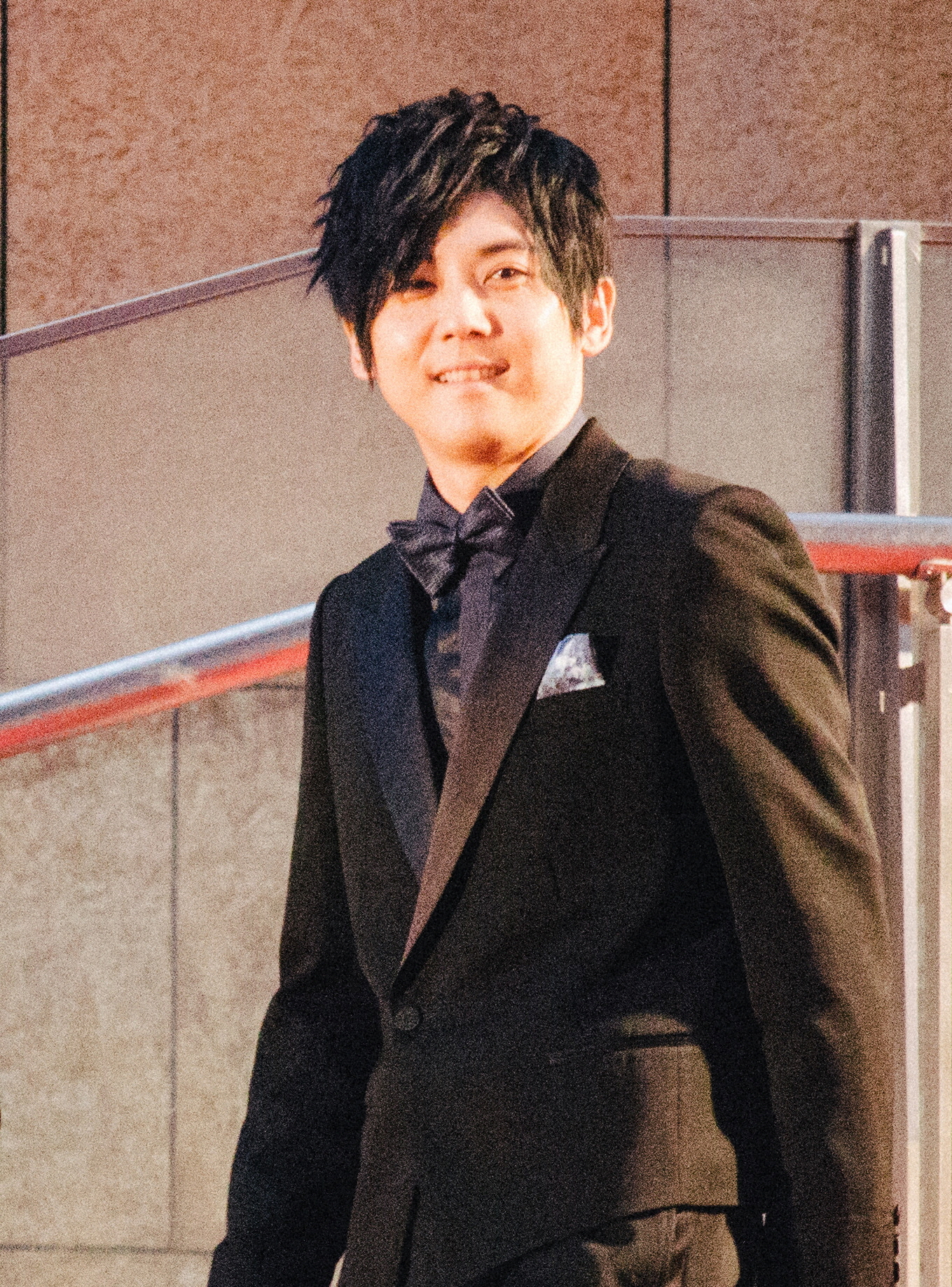
27º Festival Internacional de Cine de Tokio Yūki Kaji.

Durante el rodaje de la serie, el director Naoyoshi Shiotani le confió a los guionistas Tow Ubukata, Makoto Fukami y Ryo Yoshigami el manejo de un nuevo reparto. Fukami se sorprendió de que, a pesar de la nueva historia y el nuevo reparto, la serie siguiera pareciéndose a Psycho-Pass. Creían que la estrecha relación subyacente entre Shindō e Ignatov con Bifrost atraería al público. Shiotani y los productores también hablaron de la idea de «un cambio total de personajes», diciendo: «piensa en ellos como dos buenos amigos» a pesar de que sus personalidades y aspecto físico sean diferentes. Ubukata añade el concepto de «psicología frente a combate», haciendo que Shindō sea un mentalista mientras que Ignatov es un antiguo soldado entrenado en artes marciales. Y aunque la alegría de Shindō puede parecer ingenua en comparación con la naturaleza estoica de Ignatov, a medida que se desarrolla la serie se descubre que es un detective muy hábil. Mientras que los anteriores dúos protagonistas de la serie Psycho-Pass tenían géneros diferentes, Shindō e Ignatov fueron los primeros en compartir el mismo. Shiotani dijo que no había ningún significado detrás, ya que la serie se inspiró en los dramas policiales japoneses que suelen tener varios tipos de dúos. Shiotani quería que Shindō pareciera una persona débil en contraste con el regreso y el nuevo Psycho-Pass, sobre todo por su baja estatura.
Ubukata insistió en que Shindō e Ignatov fueran escritos por Fukami, quien dijo al principio del rodaje de la serie que a Ubakata no le gustaba Shindō. Ubukata también dijo que Shindō parece ser un buen detective porque entiende la mente criminal. Fukami también consideró que Shindō era un personaje difícil de escribir por su aura misteriosa y el uso de artimañas para obtener resultados. Yoshigami halló el personaje atractivo porque era un factor de humanización dentro del reparto, comparándolo con «un estafador», pero en un sentido policial. Como todos los personajes de Psycho-Pass, Shindō fue diseñado por el mangaka Akira Amano, que dibujó una ilustración de él, Ignatov y su compañero Azusawa Koichi para el último episodio de Psycho-Pass 3.

## Apariciones

### Psycho-Pass 3
Shindō es presentado como uno de los dos protagonistas principales de Psycho-Pass 3, que está ambientado en un futuro distópico y se centra en el uso del sistema Sibyl, una mente colmena que utiliza escáneres psicométricos públicos que calculan la probabilidad de que una persona cometa un delito, lo que da lugar a un coeficiente de criminalidad. Shindō es un inspector de la Oficina de Seguridad Pública que investiga las escenas de crimen y persigue a los individuos con altas lecturas de coeficiente de criminalidad mientras controla un arma de mano llamada Dominator que es capaz de aturdir o destruir un objetivo dependiendo del juicio de Sibyl.
Shindō es un mentalista que tiene una habilidad llamada rastro mental que le permite cruzar los límites mentales. También es empático y hábil para rastrear a sus objetivos y comprender sus estados mentales. El uso de esta habilidad le pone en riesgo físico y le hace alucinar la imagen de un hombre con cabeza de zorro. Más tarde se revela que también es «criminalmente asintomático», lo que dificulta que el sistema Sybil lo juzgue porque su psycho-pass es bajo o inexistente.
Shindō se convirtió en inspector junto a su amigo de la infancia y compañero, Kei Mikhail Ignatov. Tienen un fuerte vínculo y fueron víctimas de un caso que se cobró la vida del padre de Shindō y del hermano de Ignatov. En Psycho-Pass 3, Shindō e Ignatov trabajan bajo las órdenes de Mika Shimotsuki, que suele irritarse por las acciones imprudentes del dúo, pero les permite seguir trabajando. El dúo investiga escenas de crimen y se centra en una organización criminal conocida como Bifrost. A lo largo de la tercera temporada y la película, Shindō se convierte en el guardaespaldas de la gobernadora de Tokio, Karina Komiya. 

### Psycho-Pass 3: First Inspector
Shindō es secuestrado por el terrorista Koichi Azusawa. Con la ayuda de Karanomori y Komiya, es liberado y continúa luchando contra las fuerzas de Bifrost junto a sus aliados de la primera unidad. Por el camino se entera de que su padre, es un miembro de las mentes colectivas que componen el sistema Sybil y que Atsushi hizo sellar los recuerdos de su hijo para permitir que el chico creciera y siguiera siendo un individuo. Shindō detiene a Azusawa y se le permite seguir siendo un inspector y un individuo con libre albedrío.

## Recepción
Shindō recibió críticas positivas. Ninotaku lo halló como un personaje bien desarrollado porque encaja con los otros personajes creados por Urobuchi, especialmente Tsunemori. Sequential Planet dijo que el uso de nuevos protagonistas era un movimiento arriesgado para la franquicia debido a la popularidad de Kogami y Tsunemori. Sin embargo, el sitio afirmó además que tanto Shindō como Ignatov son personajes simpáticos, disfrutando el primero más por su personalidad alegre, que contrasta con la oscura narrativa de la serie. Debido al enfoque que se le da al dúo, el crítico dijo que Shindō e Ignatov son sucesores de Kogami. TheCinemaHolic se preguntó sobre las habilidades mentalistas de Shindō, diciendo que, aunque podría parecer menos realista que las habilidades deductivas empleadas por los anteriores protagonistas, tenía el potencial de ser ejecutado de manera positiva en episodios posteriores. Debido a su representación, Shindō fue comparado con las representaciones de Steven Moffat y Mark Gatiss de Sherlock Holmes en la serie de televisión de 2010.
TheCinemaHolic elogió los papeles de Shindō e Igantov en los últimos episodios por la forma en que encajan con los personajes secundarios. Shindō también fue elogiado por Anime News Network por la forma en que sus habilidades de mentalista añadieron un nuevo elemento a las investigaciones y el aire de misterio que dio a la nueva serie. El mismo sitio señaló que a medida que se revelaba más información sobre los dos protagonistas, su destino se volvía más caótico, citando las alucinaciones de Shindō y los aspectos ocultos de la muerte de su padre.